# إدارة الجودة الشاملة

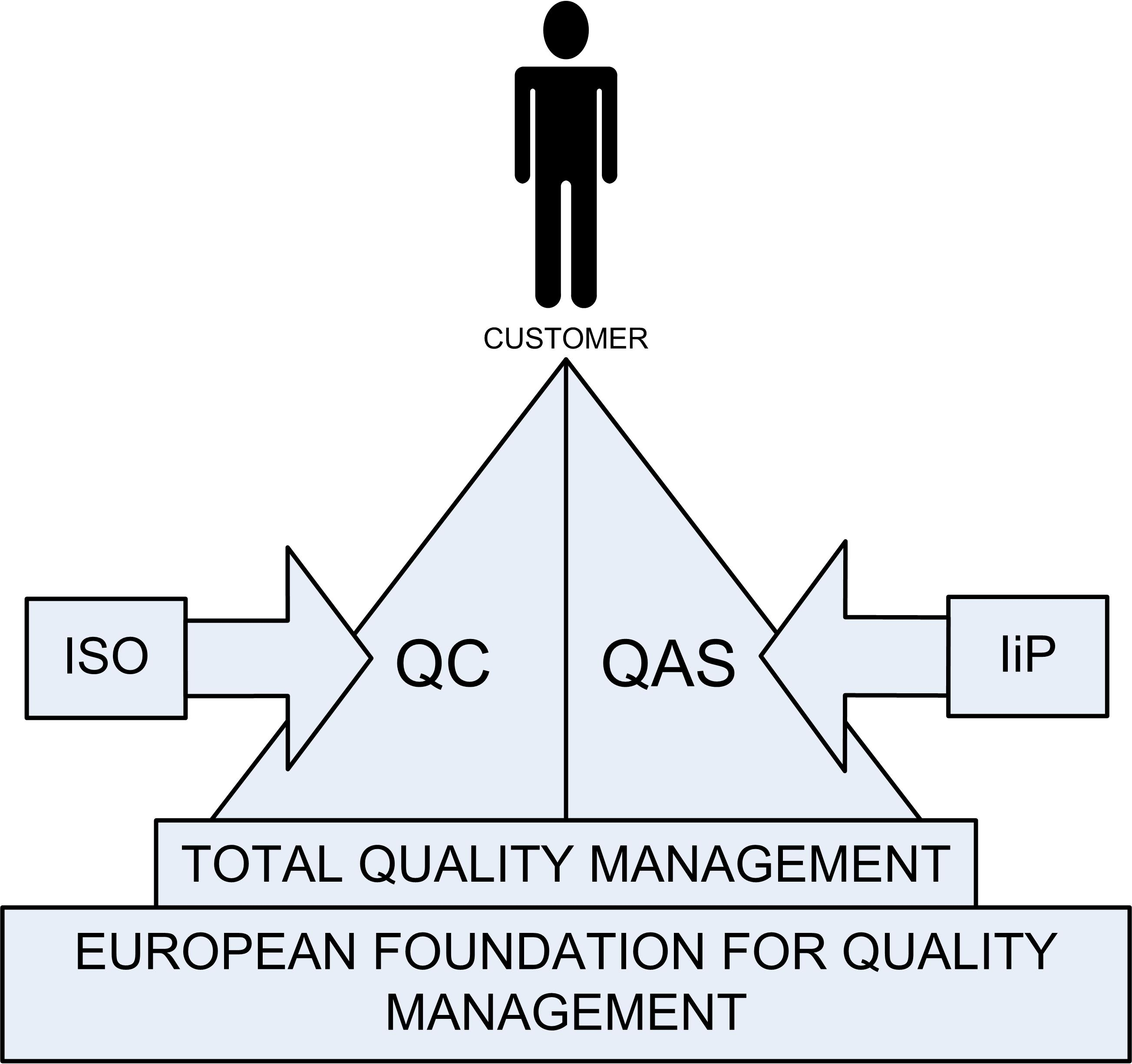

إدارة الجودة الشاملة اختصاراً إ.ج.ش (بالإنجليزية: Total Quality Management)‏ في جوهرها هي توجه إداري للنجاح بعيد المدى من خلال إرضاء العملاء. من خلال إ.ج.ش، كل أعضاء المؤسسة يشاركون في تحسين الإجراءات، المنتجات، الخدمات والثقافة السائدة في مكان العمل. طرق تطبيق هذا التوجه اتت من تعاليم رواد الجودة الكبار أمثال فيليب كروسبي، ويليام ديمنغ، أرمان فيغنباوم، كارو إيشيكاوا وجوزيف جوران.

## التعريف
الضبط المتكامل (الشامل) لجودة الإنتاج هو عبارة عن نظام شامل ومتكامل يهدف إلى ارضاء العميل عن طريق الجهود المستمرة والمشتركة بين الإدارة والعاملين لتحقيق الجودة في كل الانشطة لتقديم سلعة أو خدمة مطابقة للمعايير المرضية للعميل والمناسبة للشركة.

## العناصر الأساسية الأخرى لإدارة الجودة الشاملة
حسب المعهد الأميركي للجودة، يمكن تلخيص إدارة الجودة الشاملة على أنها نظام إداري، لمنظمة تركز على متطلبات عملائها، يقوم على أن جميع العاملين يعملون لتأمين التحسين المستمر. وتستخدم الإستراتيجيات والمعطيات والتواصل الفعال لدمج وتكامل اختصاص الجودة في ثقافة ونشاطات المنظمة. العناصر الأساسية في إدارة الجودة الشاملة هي:
1. التركيز على العملاء: العميل يحدد في نهاية المطاف مستوى الجودة. بغض النظر عما تبذله المنظمة لتعزيز تحسين الجودة وتدريب الموظفين ودمج الجودة في عملية التصميم ورفع مستوى أجهزة الكمبيوتر أو البرامج أو شراء أدوات القياس الجديدة، العميل يحدد ما إذا كانت الجهود جديرة بالاهتمام أو لا.
2. المشاركة الشاملة للموظفين: جميع الموظفين يشاركون في العمل من أجل تحقيق الأهداف المشتركة. الالتزام التام للموظف يحصل فقط عندما يُزَاح الخوف من مكان العمل ويتم تمكينه ضمن مهماته وقيام الإدارة بتأمين البيئة المناسبة. أنظمة العمل ذات الأداء العالي هي التي تدمج جهود التحسين المستمر ضمن العمليات العادية. الفرق التي تدار ذاتيا هي شكل من أشكال التمكين.
3. محورية الإجراءات:
4. نظام متكامل:
5. التوجه المنهجي والإستراتيجي:
6. التحسين المستمر:
7. إتخاذ القرارات بناءً على الحقائق:
8. التواصل:

ومن جهة أخرى فقد حدد كوا، ماكوني وشرودر في ورقتهم تسعة عناصر تلخص إدارة الجودة الشاملة هي:
1. تصميم المنتجات عابر للوظائف
2. إدارة الإجراءات
3. إدارة جودة المورد
4. مشاركة العملاء
5. المعلومات والإفادة
6. القيادة الملتزمة
7. التخطيط الاستراتيجي
8. التدريب العابر للوظائف
9. مشاركة الموظفين

## تعريفات أخرى لإدارة الجودة الشاملة
كانت أول محاولة لوضع تعريف لمفهوم إدارة الجودة الشاملة من قبل BQA (منظمة الجودة البريطانية) حيث عرفت TQM على أنها «الفلسفة الإدارية للمؤسسة التي تدرك من خلالها تحقيق كل من احتياجات المستهلك وكذلك تحقيق اهداف المشروع معاً».
بينما عرفها العالم جون اوكلاند «على انها الوسيلة التي تدار بها المنظمة لتطور فاعليتها ومرونتها ووضعها التنافسي على نطاق العمل ككل». أما من وجهة نظر أمريكية فإن تعريف TQM يكون على الشكل التالي (إدارة الجودة الشاملة هي فلسفة وخطوط عريضة ومباديء تدل وترشد المنظمة لتحقق تطور مستمر وهي اساليب كمية بالإضافة إلى الموارد البشرية التي تحسن استخدام الموارد المتاحة وكذلك الخدمات بحيث ان كافة العمليات داخل المنظمة تسعى لأن تحقق إشباع حاجات المستهلكين الحاليين والمرتقبين).
أما وفق Royal Mail فتعرف الجودة الشاملة على أنها الطريقة أو الوسيلة الشاملة للعمل التي تشجع العاملين للعمل ضمن فريق واحد مما يعمل على خلق قيمة مضافة لتحقيق إشباع حاجات المستهلكين.
ووفقاً لتعريف British Rail ways board فإن إدارة الجودة الشاملة هي العملية التي تسعى لأن تحقق كافة المتطلبات الخاصة بإشباع حاجات المستهلكين الخارجيين وكذلك الداخليين بالإضافة إلى الموردين. ولذا فقد حدد كول (Cole,1995) مفهوم إدارة الجودة الشاملة (بأنها نظام إداري يضع رضا العمال على رأس قائمة الأولويات بدلاً من التركيز على الأرباح ذات الأمد القصير، إذ أن هذا الإتجاه يحقق أرباحاً على المدى الطويل أكثر ثباتاً واستقراراً بالمقارنة مع المدى الزمني القصير).
كما عرفها تونكس (Tunks, 1992) بأنها اشتراك والتزام الإدارة والموظف في ترشيد العمل عن طريق توفير ما يتوقعه العمل أو ما يفوق توقعاته.
وقد عرفها أوماجونو (1991 Omachonu) بأنها استخدامات العميل المقترنة بالجودة وإطار تجربته بها.

## اقرأ أيضاً
- ستة سيغما
- إدارة الجودة
- معيار التشغيل الداخلي
- قائمة مواضيع إدارة وهندسة الجودة